# F-Secure
F-Secure Corporation is een Fins computerbeveiligingsbedrijf dat is gevestigd in Helsinki.

## Beschrijving
F-Secure werd opgericht op 16 mei 1988 door Petri Allas en Risto Siilasmaa als Data Fellows Oy. Het bedrijf werd in 1999 hernoemd naar de huidige naam.
Het bedrijf heeft kantoren in ruim 100 landen, waaronder in Europa, het Verenigd Koninkrijk en de Verenigde Staten.
F-Secure ontwikkelt en verkoopt onder meer antivirussoftware, VPN's, wachtwoordbeheersoftware en andere beveiligingsproducten en -diensten voor computers, smart-tv's en andere mobiele apparaten.
In 2022 kondigde F-Secure een splitsing aan van de consumententak en zakelijke kant van het bedrijf. De zakelijke divisie ging verder onder de naam WithSecure.